# Monety lidyjskie
Monety lidyjskie – najwcześniejsze znane emisje pieniądza metalowego w starożytności. W numizmatyce powszechnie uznawane za pierwszą fazę rozwoju mennictwa w cywilizacji europejskiej.

## Geneza
Problem pierwszeństwa w mennictwie greckim stawiano i rozważano już w starożytności (Herodot, Ksenofanes, Juliusz Polluks, Heraklejdes Pontyjski). W tradycji literackiej pojawienie się pierwszych monet świata greckiego na ogół jednak zgodnie odnoszono do małoazjatyckiej Lidii (dawniejsza Meonia), gdzie przypisywane królowi Midasowi (Dzieje I 35) wytwarzanie ich z wartościowych kruszców miało być zapoczątkowane już w pierwszej połowie VII wieku p.n.e. Zasadniczo jednak pierwsze emisje łączy się z Gygesem, który według Herodota miał wybijać zwane potocznie „gygesami” monety złote (w rzeczywistości z elektrum nazywanego „białym złotem”); innowację tę datuje się na lata 687-677 p.n.e. bądź ok. 650 p.n.e.. Stopa mennicza oparta była na babilońskim systemie wagowym, ze staterem o masie 6,25 grama.

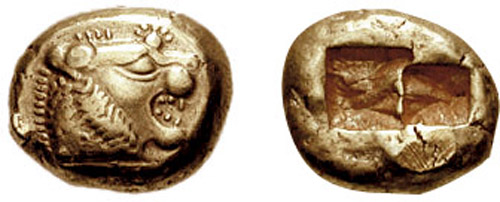
Moneta lidyjska z elektrum – trzecia część statera (trite) z VI stulecia p.n.e.

## Mennictwo Gygesa
Monety Gygesa będące frakcjami statera, miały prymitywny kształt owalnych (fasolowatych) bryłek, na których stemplowane wyobrażenia umieszczano tylko jednostronnie (na awersie); odcisk rewersowy tworzyło nieregularne wgłębienie (tzw. quadratum incusum) od dolnej puncy menniczej. Oznakowania awersowe wyższych nominałów nosiły wyobrażenie głowy lwa, a niższych – lwiej łapy. Stanowiły one wizualno-prawną królewską gwarancję właściwej wagi i czystości kruszcu. Oparty na naturalnym elektrum wzorzec monetarny Gygesa szybko przejęły jońskie miasta Milet i Efez, wypuszczając monety z własnymi oznakowaniami – wyobrażeniami lwa oraz pszczoły (bądź jelenia). W Grecji właściwej (kontynentalnej) pieniądz w tej postaci został zastosowany przez władcę Argos Fejdona i pełniej rozwinięty funkcjonalnie na zależnej od niego Eginie, będącej ważnym ośrodkiem handlu wymiennego, gdzie dał początek odrębnemu systemowi monetarnemu. System lidyjski był z pewnością poprzednikiem egineckiego, powstałego ok. 670-660 p.n.e., a o dzielącej je niewielkiej różnicy czasowej świadczy konceptualno-techniczne podobieństwo staterów wytwarzanych z elektrum.
Wśród następców Gygesa znaczne ilości tych wartościowych monet bił Alyattes, a lidyjski wynalazek pieniądza z elektrum wkrótce został przyjęty w kolejnych centrach handlowych Jonii, jak Fokaja czy wyspiarskie Chios i Samos.
Kwestią negatywną dla handlowego obiegu tych emisji była zmienna zawartość złota i srebra w elektrum, wpływająca istotnie na indywidualną wartość produkowanego pieniądza. Charakterystyczną cechą tego aliażu był przejawiający się rozmaitym jego zabarwieniem (od jaśniejszego do ciemniejszego) zróżnicowany stosunek obu metali szlachetnych, zaś wymuszone tym sprawdzanie walorowej jakości (zawartości) monet z elektrum stanowiło poważną trudność techniczną. Za wtórną zasługę Gygesa uznaje się więc fakt, że prawdopodobnie dokonał on normalizacji elektrum w rozmaitych kategoriach, tym samym lepiej gwarantując wartość swych monet i usuwając stałą konieczność kontroli jakości kruszcu.

## Mennictwo Krezusa

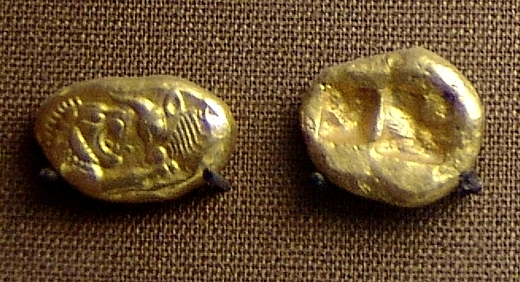
Złoty krezejek z przedstawieniem protom lwa i byka (awers), VI w. p.n.e.

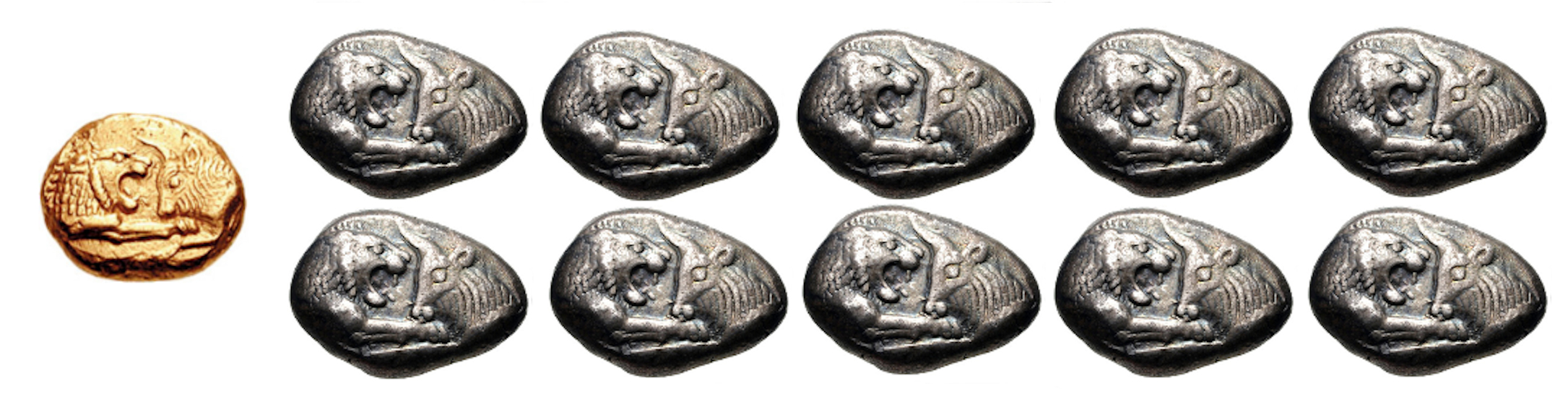
Wizualny parytet krezejka złotego i srebrnego

Kolejny etap rozwoju lidyjskiego mennictwa stanowią w VI stuleciu p.n.e. emisje Krezusa, który dla lepszego zróżnicowania nominalnej wartości pieniądza, dotychczasowy monometalizm zastąpił systemem bimetalicznym, wypuszczając statery z czystego złota i srebra. Fakt ten znajduje potwierdzenie we wzmiance u Herodota, iż „Lidyjczycy są, o ile wiemy, pierwszymi z ludzi, którzy wybili złote i srebrne monety, i nimi się posługiwali” (Dzieje I 93,1). Umożliwiały to miejscowe warunki geologiczne, pozwalające pozyskiwać złoto z bliskiej stołecznemu Sardes rzeki Paktolos i z Hermos oraz z gór Tmolos bądź Sipylos; istnieje też przypuszczenie o ekstrahowaniu go z elektrum.
Monety te, zwane umownie „krezejkami”, nosiły identyczne wyobrażenia: na awersie przeciwstawione sobie protomy lwa (symbolu słońca) i byka (symbolu ciemności), symbolizujące współistnienie dobra ze złem, a na rewersie – wgłębienia z kwadratów. W dość złożonym systemie normatywna waga złotego statera (krezejka) wynosiła 8,17 g, srebrnego – 10,89 g; parytet obydwu kruszców ustalono w stosunku 1:13⅓, podczas gdy dla elektrum i złota wynosił on 1:1⅓, zaś w odniesieniu do srebra 1:10. Emitowano monety wartości 1 statera oraz 1/3, 1/6 i 1/12 jego części, które potem (jako trite, hekte, hemihekte) znalazły naśladownictwo w stosowanym i upowszechnionym (do 494 p.n.e.) przez małoazjatyckich Greków milezyjskim systemem monetarno-wagowym z ciężkim staterem o masie 14,25 gramów.
Ten system monetarny ostatniego władcy Lidii został ogólnie przejęty przez perskiego Dariusza, który według zapożyczonego wzorca bił złote darejki i srebrne sykle.